# 董智森
董智森（1960年6月24日—），中華民國福建省金門縣金城鎮人，金門高中、淡江大學中國文學系畢業，曾在《中國時報》與《聯合報》擔任記者工作，主跑台北市市政新聞。曾主持TVBS政論節目《新聞晚餐》、《搞董新聞》、《2100周末開講》，亦曾作為《2100全民開講》的代班主持。曾為飛碟聯播網《飛碟午餐》廣播節目主持人，現為News 98《小董真心話》（12:00－13:00）廣播主持人。

## 簡歷
董智森原為記者出身，過去多年主跑台北市的新聞，後轉型為政治與時事評論員。
2013年3月12日，李涛宣佈暫時退出主持2100全民開講節目，董智森曾擔任代理2100全民開講節目。

## 爭議言論及相關事件

### 新店救護車阻擋事件
2010年12月，新店發生阻擋救護車事件，導致病患不治，引發社會輿論。蕭明禮之父Call-in進節目，對董智森直稱「小董」，有網友惡意解讀為當時董智森與蕭父是熟人，所以向對方頻說「是」。但長久觀看董智森的觀眾也知道, 這是董智森長久以來的說話習慣，該集節目播出後，遭到部分欲藉題發揮的網友質疑董智森與蕭明禮之父有交情，但董智森否認此事。

### 洪仲丘事件
2013年，陸軍義務役下士洪仲丘在禁閉室內離奇死亡，洪仲丘之姊洪慈庸出面發聲，要求軍方公佈真相。陳揮文在飛碟電台的廣播節目中，批評洪慈庸太超過。立刻引來輿論撻伐。董智森在同電台的節目中，與陳揮文意見一致，「我第一個談洪仲丘案，其他媒體都學我！」「受害者家屬講什麼都對，錯的都是馬英九」、「我瞧不起那些網友，在臉書上按個讚就自以為正義！」董智森質疑，不管軍檢怎麼做，洪家人都有意見，「台灣社會還有是非嗎？」

### 反服貿佔立院
2014年，反服貿學生佔領立法院，資深媒體人董智森在同年3月20日在廣播節目上，痛批部分年輕人在議場喝酒、接吻自拍就算了，還有人隨地大小便，「那根本是一條狗嘛！」他認為，這些學生就是因為文林苑、大埔農地等戰場失守，才會來佔據國會。
董智森還在他主持的《飛碟午餐》上談到，有媒體報導，反服貿學生在議場大小便，一定是記者看錯、寫錯了，「那絕對不是人」、「你們看到的是一條狗」、「是狗在隨地大小便」，只是「有規矩的狗也不會隨地大小便」。
其後震驚社會的北捷隨機殺人事件，他將時事結合評論太陽花學運，譴責這些學生：「包圍政院的這些年輕人跑去哪裡了？」。

### 罵多數韓粉是垃圾
2019年，前高雄縣長楊秋興公開支持鴻海董事長郭台銘參選下屆總統選舉，還指出若去年（2018年）就知道高雄市長韓國瑜有意選總統，他去年就不會支持韓國瑜，否則就會淪為「詐騙集團共犯」。結果此言引發韓國瑜支持者震怒，紛紛在楊秋興臉書留言大罵他「背骨」。引起董智森在電台節目小董真心話中為楊秋興抱屈，指出許多韓粉搞不清楚，並4度怒嗆「多數的韓粉是垃圾！」

## 著作
- 董智森，《台北經驗•陳水扁—一位資深記者的私人筆記》。臺北：新自然主義，1998年6月。

## 外部連結
- YouTube上的新聞頭殼秀 / 董智森 × 蘭萱 播放列表
- YouTube上的小董真心話 / 董智森 播放列表